# Shin Jae-ha
Đây là một tên người Triều Tiên, họ là Shin.
Shin Jae-ha (Hangul: 신재하; sinh ngày 2 tháng 4 năm 1993) là một diễn viên Hàn Quốc.

## Danh sách phim

### Phim điện ảnh
| Năm  | Tiêu đề           | Vai diễn | Tham khảo |
| ---- | ----------------- | -------- | --------- |
| 2014 | Futureless Things | Hyun-soo | [ 3 ]     |
| 2014 | Set Me Free       | Beom-tae | [ 4 ]     |

### Phim truyền hình
| Năm       | Tiêu đề                                     | Vai diễn                 | Kênh          | Chú thích         | Tham khảo |
| --------- | ------------------------------------------- | ------------------------ | ------------- | ----------------- | --------- |
| 2014      | Secret Love                                 |                          | Dramacube     |                   |           |
| 2014      | Pinocchio                                   | Ki Jae-myung lúc nhỏ     | SBS           |                   | [ 5 ]     |
| 2014      | Tuổi thanh xuân (Forever Young)             | Jiyong                   | VTV3          |                   | [ 5 ]     |
| 2015      | Xin chào Quái vật (Hello Monster)           | Park Dae-young           | KBS2          | Cameo (tập 5)     |           |
| 2015      | Girl's Love Story                           | Shin Jae-ha              | Daum TV Pot   | Web series        | [ 6 ]     |
| 2015      | Vũ điệu tuổi trẻ (Cheer Up!)                | Choi Tae-pyung           | KBS2          |                   | [ 7 ]     |
| 2015–2016 | Remember                                    | Seol Min-soo             | SBS           |                   | [ 8 ]     |
| 2016      | Memory                                      | Kang Hyun-wook           | tvN           | 16 tập            | [ 9 ]     |
| 2016      | Page Turner                                 | Seo Jin-mok              | KBS2          |                   | [ 10 ]    |
| 2016      | Nữ hoàng bình phẩm (Gogh, The Starry Night) | Oh Jung-min              | Sohu TV       |                   | [ 11 ]    |
| 2016      | Wanted                                      | Lee Young-gwan           | SBS           | 16 tập            | [ 12 ]    |
| 2017      | Traces of the Hand                          | Kim Hong-sik             | Naver TV Cast | Web series        | [ 13 ]    |
| 2017      | Khi nàng say giấc (While You Were Sleeping) | Jung Seung-won           | SBS           |                   | [ 14 ]    |
| 2017      | Prison Playbook                             | Kim Min-sung             | tvN           | 16 tập            | [ 15 ]    |
| 2018      | A Poem a Day                                | Kim Nam-woo              | tvN           | 16 tập            | [ 16 ]    |
| 2018      | The Ghost Detective                         | Kim Gyeol                | KBS2          | 32 tập            |           |
| 2018      | Thánh ca tử thần (The Hymn of Death)        | Yoon Ki-sung             | SBS & Netflix | 6 tập             | [ 17 ]    |
| 2018      | Ký ức Alhambra (Memories of the Alhambra)   | Phóng viên               | tvN & Netflix | Cameo (tập 12)    |           |
| 2019      | Welcome 2 Life                              | Yoon Pil-woo             | MBC           | 32 tập            |           |
| 2019      | VIP                                         | Ma Sang-woo              | SBS           |                   |           |
| 2020      | Gia đình xa lạ (My Unfamiliar Family)       | Kim Ji-woo               | tvN           | 16 tập            |           |
| 2023      | Crash Course in Romance                     | Ji Dong Hui              | tvN           | 16 tập            |           |
| 2023      | Taxi Driver 2                               | Oh Ha Joon (Kim Dan Woo) | SBS           | 16 tập            |           |
| 2023      | Biography of the Wicked                     | Han Beom Jae             | ENA           | 10 tập            |           |
| 2024      | The Auditors                                | Lee Ji Hoon              | tvN           | Cameo (tập 6,7,8) |           |

### Chương trình thực tế
| Năm  | Tiêu đề        | Kênh | Ghi chú                                 |
| ---- | -------------- | ---- | --------------------------------------- |
| 2016 | My Ear's Candy | tvN  | với Ji Soo, Nam Joo-hyuk và Kim Yoo-han |

### Video âm nhạc
| Năm  | Bài hát    | Ca sĩ |
| ---- | ---------- | ----- |
| 2017 | "The Love" | Buzz  |

## Giải thưởng và đề cử
| Năm  | Giải thưởng          | Thể loại                                | Đề cử             | Kết quả   | Ref.   |
| ---- | -------------------- | --------------------------------------- | ----------------- | --------- | ------ |
| 2017 | Seoul WebFest Awards | Diễn viên xuất sắc                      | Trace of the Hand | Đoạt giải | [ 19 ] |
| 2023 | SBS Drama Awards     | Nam diễn viên xuất sắc (dự án theo mùa) | Taxi Driver 2     | Đoạt giải |        |